# StanFlex

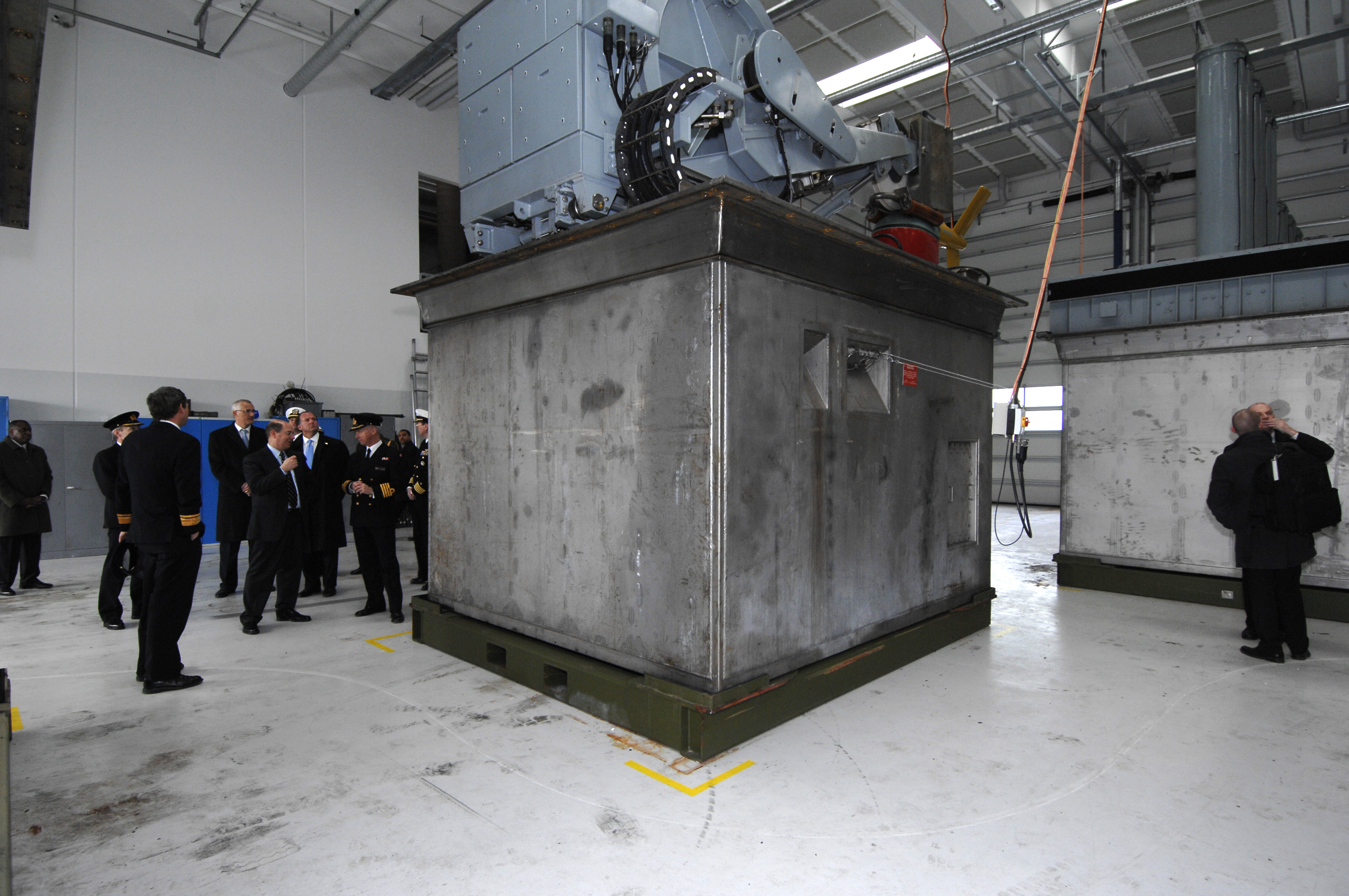
Два типа сменных модулей системы Stanflex: оборудование для траления мин (спереди), и пусковые установки Mk48 для ракет «Си Спарроу»

StanFlex (также STANFLEX или Standard Flex) — система модулей, зависящих от боевой задачи полезной нагрузки корабля, применяемая в ВМС Дании.
Система была задумана в 1980-х годах как способ заменить несколько типов специализированных кораблей одним многоцелевым оперативно переконфигурируемым кораблём. Первыми кораблями этой системы стали Патрульные катера типа «Флювефискен». В состав системы входит вооружение и оборудование, размещённое в унифицированных контейнерах и загружаемое в специальные подпалубные посадочные места, называемые слотами. Контейнеры различных типов могут быстро заменяться, меняя круг выполняемых кораблём задач.
Все современные корабли ВМС Дании строятся в соответствии с этой концепцией. Планируется модернизация старых кораблей с оборудованием на них слотов Stanflex. В 2012 году в составе ВМС Дании появилось 9 кораблей системы Stanflex.

## Разработка
В начале 1980-х годов ВМС Дании оказались перед необходимостью замены трёх устаревших типов боевых кораблей, однако они не могли себе позволить построить 22 новых корабля по принципу один новый корабль взамен старого. Вместо этого возникла идея разработать один тип корабля, легко модифицируемого под необходимый круг задач. Оборудование, общее для всех типов миссий, устанавливалось на корабле традиционным способом, в то время как специфическое оборудование производилось в виде сменных модулей, которые располагались в стандартизированных слотах, оборудованных на корабле. Эта модульная система стала известна как «Standard Flex» или сокращённо «StanFlex».
Технико-экономические проработки в течение 1983—1984 годов привели к разработке корабля проекта Flex 300 (позже получивший название «Флайвефискен»). 16 кораблей этого типа могли заменить 22 предназначенных к списанию корабля. Это был 54-метровый патрульный катер водоизмещением 320 тонн, оснащённый одним слотом Flex на носу (слот А) и тремя слотами на корме. Сами модули были разработаны Военно-морским командованием боевой техники (Naval Materiel Command) компанией Promecon A/S. Строительство началось в июле 1985 года, 14 кораблей (строительство ещё двух было отменено в 1993 году) вступили в строй к середине 1996 года.
По мере вывода из состава флота кораблей других типов, приходившие им на смену корабли разрабатывались в соответствии с концепцией StanFlex.

## Разработка и использование модулей
Модули Stanflex разрабатывались компанией Monberg & Thorsen. Каждый модуль размещается в контейнере из нержавеющей стали длиной 3 м, шириной 3,5 м и высотой 2,5 м. Прецизионно изготовленные фланцы обеспечивают при погрузке модуля в слот подключение его к энергоснабжению, вентиляции, водоснабжению и компьютерной сети корабля. Вооружение или оборудование монтируется на крыше модуля, тогда как механизмы, электроника, вспомогательное оборудование размещается внутри.
Модули устанавливаются 15-тонным автомобильным краном. На замену модуля уходит около получаса, и после тестирования системы корабль готов к выполнению боевой задачи в течение нескольких часов. Значительно большее время занимает переподготовка экипажа. В информационно-командном центре установлены стандартные консоли, функциональность которых определяется установленным программным обеспечением, которое может быть быстро переустановлено Легкость установки и использования модулей Stanflex сравнивают с другим известным датским продуктом — конструктором Лего.

### Преимущества и недостатки
- Неиспользуемые модули складируются в контролируемых условиях, снижая необходимость в техническом обслуживании[1];

- Корабли не теряют боеспособность при необходимости технического обслуживания оборудования. Достаточно заменить подлежащий обслуживанию модуль[1];

- Новое вооружение или оборудование может быть установлено на корабль в виде модуля без необходимости реконструкции самого корабля[1].

- После списания корабля, снятые с него модули могут быть установлены на других кораблях. Это снижает стоимость новых кораблей[2].

- Многоцелевые корабли несколько менее эффективны, чем специализированные, хотя возможность быстро переконфигурировать корабль перевешивает этот недостаток[3].

### Номенклатура модулей
По состоянию на 2001 год, номенклатура модулей StanFlex на вооружении ВМС Дании состояла из следующих типов:
| Тип                            | Оборудование                                                                                       | Количество |
| ------------------------------ | -------------------------------------------------------------------------------------------------- | ---------- |
| ПКР                            | 2 × 2 пусковые установки для ракет «Гарпун»                                                        | 10         |
| Модуль ПВО                     | УВП Mk 48 Mod 3 (6 контейнеров) RIM-7 Sea Sparrow                                                  | 20         |
| Артиллерийская установка       | 1 76 mm/62 Super Rapid                                                                             | 19         |
| Модуль ПЛО                     | Торпедные аппараты для торпед MU-90                                                                | 4          |
| Буксируемая ГАС                | Thales Underwater Systems TSM 2640 Salmon variable-depth active/passive sonar                      | 4          |
| Модуль тральщика               | Command and control equipment to operate MSF and MRD class drone minehunters and Double Eagle ROVs | 5          |
| Подъёмый кран                  | Гидравлический кран для подъёма/спуска RHIB or deployment of sea mines                             | 22         |
| Океанографический модуль       | | 2          |
| Модуль защиты окружающей среды | | 3          |
| Модуль инспекции               | | 1          |
| Модуль складирования           | | 14         |
| Модуль электронной разведки    | | 1          |

Всего в 2006 году имелся 101 модуль 11 различных типов.

## Установки на кораблях

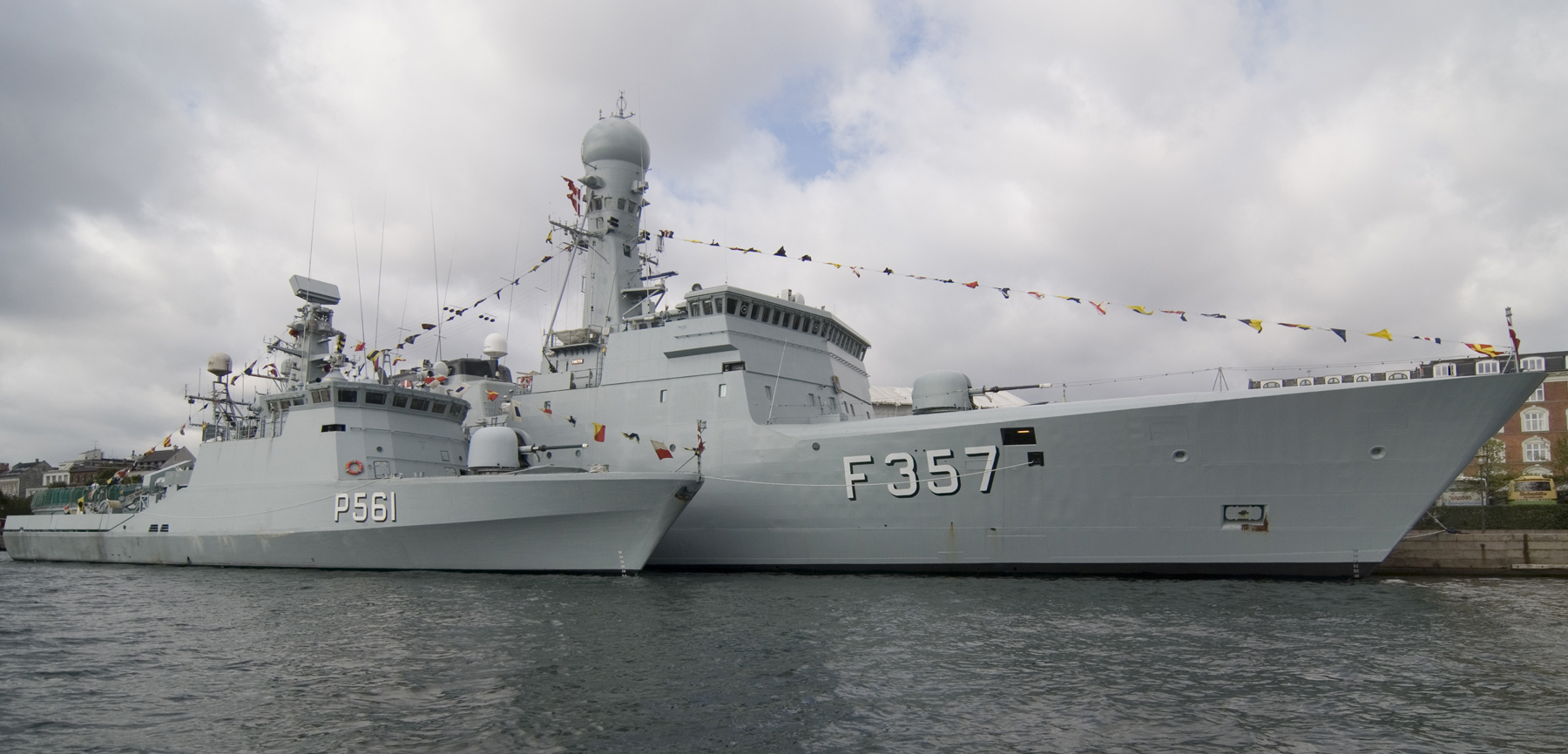
Фрегат HDMS Thetis (F357) типа «Тетис» и патрульный катер HDMS Skaden (P561) типа «Флювефискен». На обоих кораблях используются модули StanFlex.

Планируется, что к 2012 году в ВМС Дании будет девять типов кораблей системы StanFlex:
| Тип                                           | Количество слотов | Количество слотов | Количество слотов | Примечание  |
| Тип                                           | Нос               | Оружейная палуба  | Корма             | Примечание  |
| --------------------------------------------- | ----------------- | ----------------- | ----------------- | ----------- |
| Патрульные катера типа «Флювефискен»          | 1                 |                   | 3                 | [ 1 ]       |
| Патрульные катера типа «Диана»                |                   |                   | 1                 | [ 5 ]       |
| Корабли управления и поддержки типа «Абсалон» |                   | 5                 |                   | [ 2 ]       |
| Корветы типа «Нильс Юэль»                     |                   |                   | 2                 | [ 2 ] [ 6 ] |
| Тральщики типа MSF                            |                   |                   | 1                 | [ 3 ]       |
| Тральщики типа MRD                            | 2                 | 2                 | 2                 | [ 3 ]       |
| Фрегаты типа «Ивер Хуитфельдт»                | 6                 | 6                 | 6                 | [ 7 ]       |
| Фрегаты типа «Тетис»                          | 3                 | 3                 | 3                 |             |
| Патрульные катера типа «Кнуд Расмуссен»       | 2                 | 2                 | 2                 |             |